# College Avenue Bridge
Le College Avenue Bridge est un pont couvert américain dans le comté de DeKalb, en Géorgie. Initialement installé sur l'Oconee à Athens, ce pont routier a été déplacé dans le Stone Mountain Park, où il permet désormais d'atteindre Indian Island en franchissant le Stone Mountain Lake. Il est inscrit au Registre national des lieux historiques le 22 mars 2022.